# Johan Moreno
Johan Orlando Moreno Vivas (Ureña, Táchira, 10 de junio de 1991) es un futbolista venezolano que juega como centrocampista en el Estudiantes de Mérida Fútbol Club de la Primera División de Venezuela.

## Trayectoria
Moreno inició su etapa en el balompié venezolano como juvenil en las filas de Yaracuyanos FC en el año 2009, estuvo a préstamo un semestre con El Vigía FC. Luego jugó por el cuadro de Yaracuyanos con el que disputó la Copa Sudamericana 2011 ante la Liga Deportiva Universitaria de Quito.
El exseleccionador venezolano Noel Sanvicente aconsejó su llegada al Zamora y ha sido en el cuadro barinés donde ha mostrado sus mejores virtudes en la máxima categoría del fútbol venezolano. Con el conjunto blanquinegro disputó la cantidad de 73 partidos, de los cuales en 60 de ellos fue titular, concretando la cantidad de 20 goles y 19 asistencias.

### Deportes Antofagasta
Luego pasó al fútbol chileno, precisamente a Deportes Antofagasta de la Primera División de Chile. Firmó por dos años.

## Clubes
| Club                     | País      | Año           | PJ | Goles |
| ------------------------ | --------- | ------------- | -- | ----- |
| Yaracuyanos              | Venezuela | 2009 - 2012   | 80 | 13    |
| Atlético El Vigía        | Venezuela | 2012          | 9  | 1     |
| Yaracuyanos              | Venezuela | 2013 - 2014   | 43 | 7     |
| Zamora                   | Venezuela | 2014 - 2016   | 73 | 19    |
| Deportes Antofagasta     | Chile     | 2016          | 14 | 0     |
| Carabobo                 | Venezuela | 2017          | 9  | 2     |
| Atlético Venezuela       | Venezuela | 2017 - 2018   | 15 | 5     |
| Deportivo Táchira        | Venezuela | 2018          | 29 | 7     |
| Ñublense                 | Chile     | 2019          | 16 | 3     |
| Metropolitanos           | Venezuela | 2020 - 2021   | 51 | 10    |
| ACD Lara                 | Venezuela | 2021 - 2022   | 23 | 5     |
| Ureña SC                 | Venezuela | 2022-2023     | 11 | 6     |
| Portuguesa FC            | Venezuela | 2023-2024     | 38 | 7     |
| Estudiantes de Mérida FC | Venezuela | 2025-presente | 0  | 0     |